# Caradrina ammoxantha
Caradrina ammoxantha är en fjärilsart som beskrevs av Charles Boursin 1957. Caradrina ammoxantha ingår i släktet Caradrina och familjen nattflyn. Inga underarter finns listade i Catalogue of Life.